# Isaac Wilhelm Tegner (ingenjör)
Isaac Wilhelm Tegner, född 20 maj 1832 i Helsingør, död 16 oktober 1909 i Hellerup, var en dansk officer, ingenjör och ämbetsman. Han var farbror till Rudolph Tegner. 
Tegner studerade vid Den kongelige militære Højskole 1850–1855 och anställdes kort därefter vid vägtjänsten, som då tillhörde Ingeniørkorpset, på västra Jylland. År 1861 utnämndes han till premiärlöjtnant och anställdes samma år som avdelningsingenjör vid kontrollen över järnvägsbyggnaderna på Jylland och Fyn. År 1865 erhöll han vid arméreduktionen avsked från krigstjänsten, men behöll sin tjänst som avdelningsingenjör. År 1867 blev han chef för kontrollen och 1869 överingenjör för samtliga nya statsbanebyggnader, på vilken post han verkade ända till 1906. Åren 1889–1902 var han även generaldirektör för statsbanorna.
Under Tegner tid som ingenjör och överingenjör vid Danske Statsbaner (DSB) ägde en stark utveckling av järnvägsnätet rum; på Jylland var han involverad i byggandet av de flesta statsbanorna; på Fyn och Själland existerade de flesta av huvudbanorna vid hans tillträde, men den fortsatta utbyggnaden skedde även där under hans ledning. Av större med järnvägarna sammanhängande arbeten kan nämnas flera betydande broanläggningar, däribland Limfjords- och Masnedsundbroarna, och alla ångfärjeanläggningarna. Under hans tid som generaldirektör för DSB övergick de danska järnvägarna från att ha endast nationell betydelse till att bli en del av Europas järnvägsnät och den därtill hörande moderniseringen av driften fullbordades. Han var även medlem av en rad kommissioner, angående bland annat Esbjergs hamn, Köpenhamns bangårdsförhållanden och frihamnen. Vid stiftandet av Dansk Ingeniørforening valdes han till föreningens förste ordförande (1892–1895).

## Utmärkelser
- Riddare av Dannebrogorden,  1865[2]
- Dannebrogsmännens hederstecken,  1871[2]
- Kommendör av Dannebrogorden,  1879[2]
- Kommendör av första graden av Dannebrogorden,  1888[2]

[Redigera Wikidata]